# 영원한 외국인
영원한 외국인 (Perpetual foreigner)는 토착주의자들이 갖는 인간혐오의 한 형태로, 이민을 온 영주권자나 시민권자 심지어 본국에서 태어난 자들 포함해 수세기 동안 살아온 사람들까지도 외국인처럼 취급하려는 고정관념을 표현한 말이다. 이 말은 주로 소외계층이나 소수 민족에게 적용된다.

## 미국
이 용어는 주로 아시아계 미국인(AAPI, Asian American and Pacific Islander)에게 부정적인 고정관념을 주기 위해 만들어졌으며 비주류라는 명목으로 사용하려 하였다. 역사적으로 또는 현재도 합법적으로 동화될 수 없는 영구적인 운명적인 개념에 속한다.
이 개념을 통해 인종차별이 문화적으로 정당화되고, "너는 어디에서 왔느냐?"라는 질문을 통해 언제나 외국인취급을 받는 것이 정당화되는 것이다. 즉, 백인 미국인들은 유럽에서 갖 이민을 와도 주류 사회에 쉽게 유입이 되며, 성공을 할 수 있는 기회가 주어지는 반면, 백인이 아닌 자들에게는 언제나 배타적인 취급을 당하는 것을 말한다.

## 같이 보기
- 뉘른베르크법
- 재일 한국인
- 귀환권
- 시민
- 국적